# Rio Culuene
Il rio Culuene (o Kuluene) è un corso d'acqua brasiliano dello stato del Mato Grosso. È uno dei principali bracci che formano il rio Xingu che scorre dal Sud dello stato verso Nord, si tratta quindi di un sub-affluente del Rio delle Amazzoni.

## Geografia
Si tratta di uno dei corsi d'acqua meglio preservati del Brasile, grazie alla presenza indigena lungo tutto il suo corso. Nel 2004, la costruzione di una diga è stata progettata tra Campinápolis e Paranatinga, in una zona considerata sacra dalle popolazioni dell'Alto-Xingu che vi celebrano il loro dio Mawutsinin, nella cerimonia del Kwaryp (o Kuarup, Quarup).